# Gran Orient d'Espanya

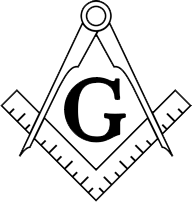
Símbol de la maçoneria

El Gran Orient d'Espanya, va ser una obediència maçònica espanyola.

## Història
En 1760 el comte d'Aranda va fundar la Gran Lògia que a partir de 1780 va passar a anomenar-se Gran Orient d'Espanya, molt influïda per la francmaçoneria francesa En 1800 comptava amb 400 lògies i estava sota la direcció del comte de Montijo que havia succeït Aranda.
Gràcies a la llibertat que es va viure durant el Sexenni Democràtic el Gran Orient d'Espanya va poder donar-se a conèixer públicament i manifestar els seus punts de vista. L'1 de maig de 1871 va aparèixer el primer nombre del Boletín del Gran Oriente de España i en el número 2 publicat quinze dies després es va definir així a la Maçoneria:
| « | Maçoneria és la reunió d'home lliures i honrats que, sent veritables apòstols de la veritat, la ciència i de la virtut, marxen sempre a l'avantguarda del progrés; instrueixen sense parar amb l'ensenyament i amb la pràctica el que és bo i el que és bell, i procuren fer de la humanitat una sola família de germans, unida pel treball, l'amor i pel pensament. | » |

El setembre del 1889 el Gran Orient d'Espanya va ser dissolt per Miguel Morayta Sagrario, després d'unir el Gran Orient d'Espanya (GOdE) i el Gran Orient Nacional d'Espanya (GONE), per donar lloc al Gran Orient Espanyol (GOE).

## Lògies que van pertànyer al Gran Orienti d'Espanya
- Lògia Alona d'Alacant
- Lògia Constante Alona d'Alacant
- Lògia Numancia d'Alacant
- Lògia Espírita de Crevillent (Alacant)
- Lògia Diana de Dénia (Alacant)
- Lògia Razón de Dolores (Alacant)
- Lògia Consuelo de Petrer (Alacant)
- Lògia Progreso de Sant Vicent del Raspeig (Alacant)
- Lògia Unió de Tibi (Alacant)
- Lògia Amor de Villena (Alacant)
- Lògia Rosa d'Almansa (Albacete)
- Lògia Vigilancia de Múrcia
- Lògia Nueva Sparta de Cartagena

## Grans Mestres
- Manuel Ruiz Zorrilla
- Práxedes Mateo Sagasta
- Manuel Becerra Bermúdez
- Juan López Parra
- Juan López Somalo
- Lucio Martínez Gil
- Juan de la Somera